# Корбица (Вранча)
Корбица (рум. Corbiţa) насеље је у Румунији у округу Вранча у општини Корбица. Oпштина се налази на надморској висини од 136 m.

## Становништво
Према подацима из 2002. године у насељу је живело 2100 становника, од којих су сви румунске националности.

### Хронологија
| Година       | 1992 | 1993 | 1994 | 1995 | 1996 | 1997 | 1998 | 1999 | 2000 | 2001 | 2002 | 2003 | 2004 | 2005 | 2006 | 2007 | 2008 | 2009 | 2010 | 2011 | 2012 | 2013 | 2014 | 2015 | 2016 | 2017 |
| ------------ | ---- | ---- | ---- | ---- | ---- | ---- | ---- | ---- | ---- | ---- | ---- | ---- | ---- | ---- | ---- | ---- | ---- | ---- | ---- | ---- | ---- | ---- | ---- | ---- | ---- | ---- |
| Становништво | 2238 | 2222 | 2198 | 2143 | 2138 | 2128 | 2125 | 2115 | 2079 | 2081 | 2097 | 2110 | 2107 | 2095 | 2094 | 2069 | 2063 | 2035 | 2004 | 1971 | 1960 | 1918 | 1877 | 1852 | 1802 | 1801 |